# Meinisberg
Meinisberg (anciennement en français Montmenil) est une commune suisse du canton de Berne, située dans l'arrondissement administratif de Bienne, au bord du canal de Nidau-Büren et de la réserve naturelle du Häftli.
Elle compte 1 443 habitants au 31 décembre 2023.